# Handball-Regionalliga West 1970/71
Die Saison 1970/1971 der Handball-Regionalliga West der Männer war die 2. in ihrer Geschichte. Insgesamt 16 Mannschaften in einer Nord- und einer Südstaffel spielten um die westdeutsche Meisterschaft. Die beiden Staffelsieger spielten nach 14 Spieltagen um den Titel des Westdeutschen Meisters 1971.
In die Oberligen mussten mit dem TSV Altenhagen (Westfalen), TSC Eintracht Dortmund (Westfalen), dem RSV Mülheim (Niederrhein), dem TV Urmitz (Rheinland-Pfalz) und dem SC Solingen 95/98 (Niederrhein) fünf Mannschaften absteigen.

## Tabelle

### Staffel Nord
| Pl. | Verein                   | Sp | Tore    | Diff. | Punkte |
| --- | ------------------------ | -- | ------- | ----- | ------ |
| 1.  | Schalksmühler TV         | 14 | 239:196 | +43   | 20:8   |
| 2.  | SC Münster 08            | 14 | 201:185 | +16   | 19:9   |
| 3.  | LTV Wuppertal (N)        | 14 | 201:181 | +20   | 18:10  |
| 4.  | TuS Eintracht Minden (N) | 14 | 214:202 | +12   | 18:10  |
| 5.  | MTV Mülheim a.d. Ruhr    | 14 | 167:151 | +16   | 17:11  |
| 6.  | TSV Altenhagen           | 14 | 196:197 | −1    | 13:15  |
| 7.  | TSC Eintracht Dortmund   | 14 | 178:219 | −41   | 5:23   |
| 8.  | RSV Mülheim a.d. Ruhr    | 14 | 160:216 | −56   | 2:26   |

### Staffel Süd
| Pl. | Verein                  | Sp | Tore    | Diff. | Punkte |
| --- | ----------------------- | -- | ------- | ----- | ------ |
| 1.  | TSV Alemannia Aachen    | 14 | 250:175 | +75   | 26:2   |
| 2.  | TV 05 Mülheim (N)       | 14 | 202:191 | +11   | 19:9   |
| 3.  | VfL Gummersbach II      | 14 | 222:214 | +8    | 18:10  |
| 4.  | ESV Olympia Köln        | 14 | 196:190 | +6    | 13:15  |
| 5.  | DJK Burtscheider TB (N) | 14 | 187:193 | −6    | 11:17  |
| 6.  | TV 08 Kärlich           | 14 | 198:189 | +9    | 10:18  |
| 7.  | TV 1913 Urmitz          | 14 | 179:227 | −48   | 8:20   |
| 8.  | Solinger SC 95/98       | 14 | 204:258 | −54   | 7:21   |

## Meisterschafts-Play-off
TV 05 Mülheim – Schalksmühler TV 13:14, 21:24

SC Münster 08 – TSV Alemannia Aachen 18:17, 12:11
Schalksmühler TV – SC Münster 08 16:16, 19:24

SC Münster 08 damit Westdeutscher Meister 1970.

## Aufstiegsspiele zur Bundesliga Staffel Nord
Flensburger TB – SC Münster 08 27:13, 13:21, 14:13
SC Münster 08 verbleibt damit in der Regionalliga West.

## Relegationsspiele
TV 08 Kärlich – TSV Altenhagen ??:??, ??:??
TSV Altenhagen ist der fünfte Absteiger.

## Entscheidungen
|     | Qualifikation Finalspiele um die Westdeutsche Meisterschaft |
|     | Abstieg in die Oberligen                                    |
| (M) | Meister der letzten Saison                                  |

Absteiger aus der Bundesliga:
- TV Oppum 1894

Aufsteiger aus den Oberligen zur nächsten Saison:
- VfL Eintracht Hagen (Westfalen)
- MTV Rheinwacht Dinslaken (Niederrhein)
- Bayer 04 Leverkusen (Mittelrhein)
- Turnerschaft Bendorf (Rheinland)